# Panas Myrny
Panas Myrny, de son vari nom Panas Iakovytch Roudtchenko (en ukrainien : Панас Якович Рудченко), né le 13 mai 1849 à Myrhorod et mort le 28 janvier 1920 à Poltava, est un écrivain ukrainien.

## Biographie

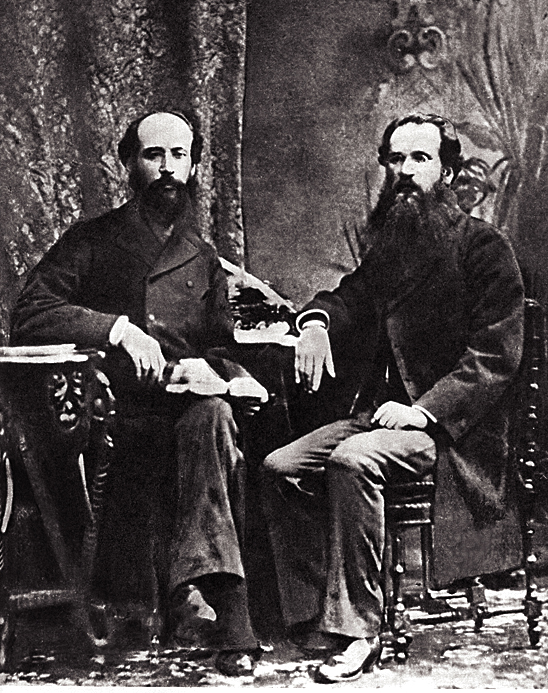
Les deux frères Panas Myrny et Ivan Bilyk en 1881.

Bien que Panas Myrny ait beaucoup écrit entre 1870 et 1880, ses œuvres, publiées à l'étranger, sont restées largement inconnues du grand public ukrainien en raison de la censure. Ce n'est qu'au milieu des années 1880 qu'elles sont enfin publiées dans son pays.
Protégé par son pseudonyme, Myrny a pris une part active aux activités publiques. Dans sa jeunesse, il a collaboré au cercle révolutionnaire Ounia à Poltava, et lors d'une perquisition à domicile, des publications interdites ont été trouvées sur lui. Toutefois, il n'en a subi aucune conséquence. Panas Myrny a entretenu des relations étroites avec de nombreuses personnalités célèbres de la culture ukrainienne, notamment en fréquentant le Club ukrainien. Après la publication du « Manifeste du tsar » en 1905, Myrny a soutenu les publications qui prônaient l'égalité des droits pour les femmes. Dans certaines de ses œuvres, il a commenté les événements révolutionnaires.
Lorsqu'en 1914 il fut interdit de célébrer le 100e anniversaire de Taras Chevtchenko, Myrny écrivit un article sur le sujet, exprimant sa profonde indignation et protestant contre les actions des autorités royales.
Dès 1915, la police a commencé à rechercher Panas Myrny comme une « personne politiquement suspecte ». Panas Myrny n'a jamais révélé son pseudonyme car il ne voulait pas que ses activités littéraires nuisent à sa carrière.
Après la Révolution de 1917, il a soutenu la Rada centrale. Son nom a été publié dans le lexique de littérature en 1930, mais plus tard, le gouvernement soviétique a décrit Myrny comme un partisan. Il mourut à Poltava et y fut également enterré.
Il est le frère d'Ivan Bilyk ; ils ont écrit plusieurs œuvres en commun (notamment le roman Propachtcha syla paru en 1875).